# NGC 2477
NGC 2477 (również OCL 720 lub ESO 311-SC17) – gromada otwarta znajdująca się w gwiazdozbiorze Rufy. Odkrył ją Nicolas-Louis de Lacaille w 1751 roku. Jest położona w odległości ok. 5,1 tys. lat świetlnych od Słońca.

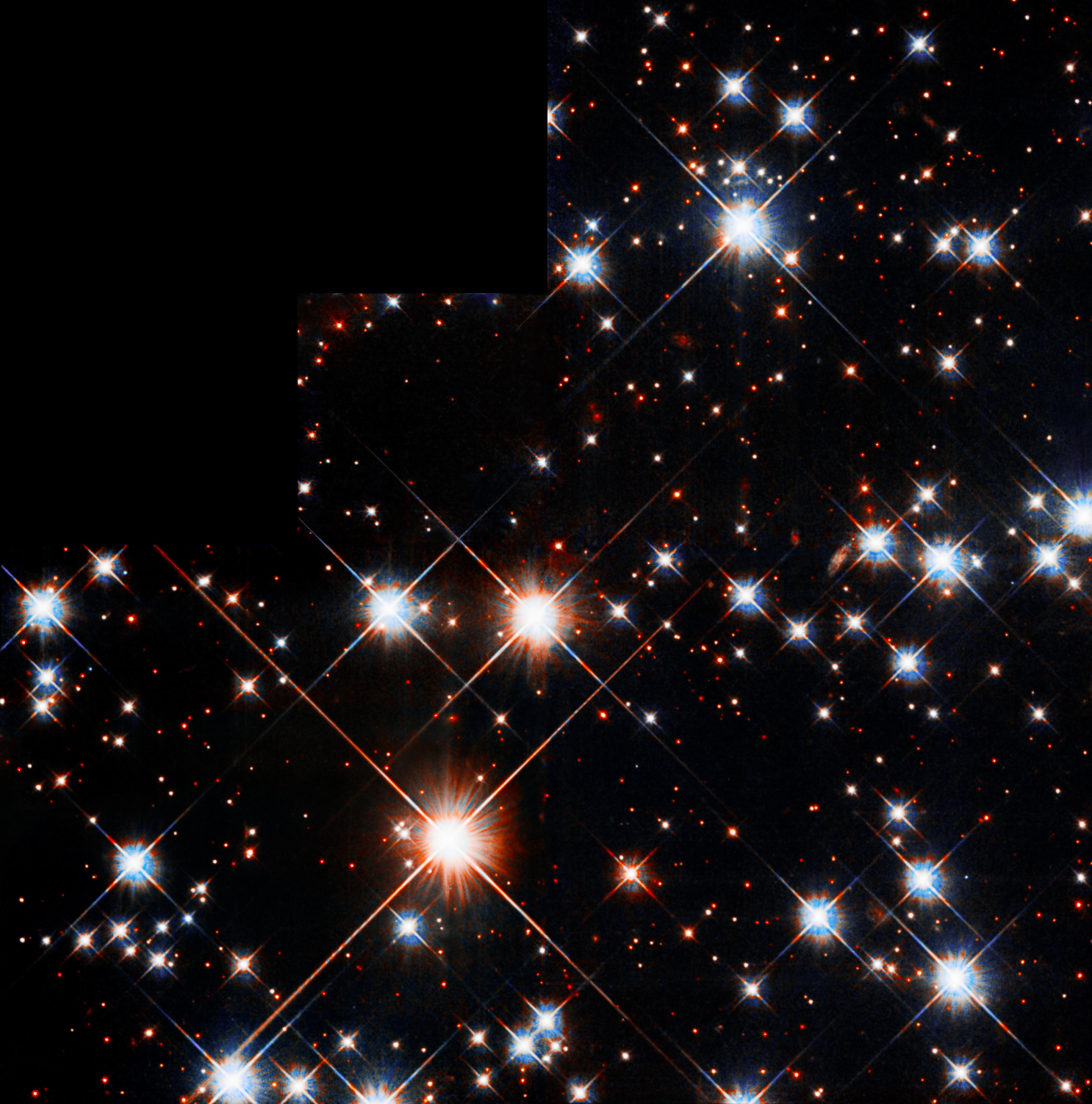
Zbliżenie gromady (Kosmiczny Teleskop Hubble’a)